# Peter Unger
Peter Unger (ur. 1942) – filozof współczesny, profesor na uniwersytecie nowojorskim, XX-wieczny zwolennik sceptycyzmu. Zakres jego zainteresowań to metafizyka, epistemologia, etyka i filozofia umysłu.

## Życiorys
Uczęszczał do Swarthome College w tym samym czasie co Dawid Kellog Lewis, później skończył Uniwersytet Oksfordzki, gdzie był uczniem Ayera.
Napisał obronę sceptycyzmu pt. Ignorance, w której twierdzi, że większość problemów filozoficznych nie może znaleźć rozwiązania. Przedstawił tam koncepcję terminów granicznych i stwierdził, że terminem granicznym jest też wiedza.
Na polu etyki w sposób paradoksalny dowodził tezy, że każdy człowiek ma moralny obowiązek przeznaczać duże kwoty na działalność charytatywną mającą na celu ratowanie życia, nawet jeśli musiałby te pieniądze ukraść. Używał też znanych paradoksów by dowodzić, że nic nie istnieje.

## Wybrane dzieła
Publikacje książkowe
- Ignorance: A Case for Scepticism (Oxford, 1975 i 2002)
- Philosophical Relativity (Blackwell and Minnesota, 1984; Oxford, 2002)
- Identity, Consciousness and Value (Oxford, 1990) [ISBN 0-19-507917-5]
- Living High and Letting Die: Our Illusion of Innocence (Oxford, 1996) [ISBN 0-19-510859-0]
- All the Power in the World (Oxford, 2006) [ISBN 0-19-515561-0] - link nieczynny, zob.: kopia Archiwum Internetu z 26.12.2005, dostęp 29.05.2023.
- Philosophical Papers, Volume 1 (Oxford, 2006) [ISBN 0-19-515552-1]
- Philosophical Papers, Volume 2 (Oxford, 2006) [ISBN 0-19-530158-7]

Artykuły
- I do not Exist, w: Perception and Identity, G. F. MacDonald (ed.), London: Macmillan, 1979.
- The Problem of the Many, w: Midwest Studies in Philosophy, vol. 5 (1980), pp. 411‑467.
- Free Will and Scientificalism, w: Philosophy and Phenomenological Research, vol. 65 (2002) - link nieczynny, zob.: kopia Archiwum Internetu z 23.12.2005, dostęp 29.05.2023.
- The Survival of the Sentient, w: Philosophical Perspectives, vol. 14 (2000) - link nieczynny, zob.: kopia Archiwum Internetu z 23.12.2005, dostęp 29.05.2023.